# Shane Ryan
Shane Ryan (ur. 27 stycznia 1994 w Drexel Hill) – amerykańsko-irlandzki pływak specjalizujący się w stylu grzbietowym reprezentujący Irlandię, brązowy medalista mistrzostw świata na krótkim basenie i mistrzostw Europy na basenie 50-metrowym.

## Kariera
W 2012 roku startował w amerykańskich kwalifikacjach olimpijskich, ale na dystansie 100 m stylem grzbietowym zajął 28. miejsce (56,27) i nie zakwalifikował się na igrzyska.
Trzy lata później, w maju zmienił obywatelstwo i przeprowadził się do Irlandii, aby tam spróbować zakwalifikować się na Letnie Igrzyska Olimpijskie 2016.
W 2016 roku Ryan reprezentował Irlandię na igrzyskach olimpijskich w Rio de Janeiro. W eliminacjach 100 m stylem grzbietowym pobił rekord swojego kraju, uzyskawszy czas 53,85 s i zakwalifikował się do półfinału, w którym zajął 16. miejsce (54,40). W konkurencji 100 m stylem dowolnym uplasował się na 40. pozycji z czasem 49,82 s. Na dystansie dwukrotnie krótszym był czterdziesty trzeci (22,88 s).
W lipcu 2017 roku podczas mistrzostw świata w Budapeszcie w konkurencji 100 m stylem grzbietowym zajął 12. miejsce (53,94 s). Na dystansie dwukrotnie krótszym uplasował się na 23. pozycji z czasem 25,48 s.
Miesiąc później, na uniwersjadzie w Tajpej zdobył złoty medal w konkurencji 50 m stylem grzbietowym.
Podczas mistrzostw Europy w Glasgow w sierpniu 2018 roku wywalczył brązowy medal na dystansie 50 m stylem grzbietowym, uzyskawszy czas 24,64 s.
W grudniu tego samego roku na mistrzostwach świata na krótkim basenie w Hangzhou w konkurencji 50 m stylem grzbietowym z czasem 22,76 s zdobył brąz.